# Aristeidés z Élidy
Aristeides nebo Aristeidés (starořecky Ἀριστείδης–Aristeides, jiný přepis: Aristeidés) byl v starověkém Řecku olympijský vítěz v běhu těžkooděnců.
Aristeides z Élidy byl korunován olympijským věncem za vítězství v běhu těžkooděnců. Své mistrovství v běžeckých disciplínách, ale i v jezdeckém závodu, ještě jako dorostenec, předvedl i na druhých panhelénských hrách. Data jeho vítězství jsou neznámé. V Olympii se běh těžkooděnců (hoplitodromos) zařadil do programu na 65. hrách v roce 520 př. n. l..
Starověký řecký cestovatel a spisovatel Pausaniás zaznamenal, že v olympijské Altidě viděl i sochu Aristeida, která stála u sochy olympionika Menalka z Élidy. Pausanias o Aristeidovi uvádí: "Élidský Aristeides dosáhl v Olympii vítězství v běhu se zbraní a nápis při něm ukazuje, že získal také vítězství na pýtických hrách v diaulu, v Nemei mezi dorostenci v dostizích. Délka dostihů jsou dva diauly, a když byl tento závod na nemejských a na isthmických hrách zrušen, předal císař Hadrianus jejich pořádání občanům města Argos při zimních nemejských hrách. "